# نمای ملاقات
نمای ملاقات یک برنامهٔ ایستگاه کاری و دسته ای از هواشناسی است که در مرکز پیش‌بینی‌های آب و هوا در محدوده متوسط توسعه یافته‌است.

## تاریخ
تحولات در ECMWF در سال ۱۹۹۰ با همکاری مؤسسه ملی تحقیقات فضایی برزیل و Météo-France آغاز شد.
| سال  | نسخه        | تغییر می‌کند                                                                                       |
| ---- | ----------- | ------------------------------------------------------------------------------------------------- |
| ۱۹۹۰ | اعلامیه     | اعلامیه در EGOWS                                                                                  |
| ۱۹۹۱ | نمونه اولیه | سیستم دسته ای در انستیتوی ملی تحقیقات فضایی                                                       |
| ۱۹۹۳ | ۱٫۰         | دسته اول و رابط کاربری                                                                            |
| ۱۹۹۸ | ۲٫۰         | استفاده از OpenGL برای تجسم تعاملی                                                                |
| ۲۰۰۰ | ۳٫۰         | رابط کاربری جدید (موتیف)                                                                          |
| ۲۰۱۰ | ۴٫۰         | به کتابخانه گرافیک Magics ++ ارتقا دهید. تحت عنوان مجوز آپاچی به عنوان نرم‌افزار منبع باز منتشر شد |
| ۲۰۱۴ | ۴٫۵         | رابط کاربری جدید مبتنی بر Qt نسخه ۴                                                               |
| ۲۰۱۸ | ۵٫۰         | به نسخه Qt نسخه ۵، پنجره نقشه بهبود یافته و رابط پایتون جدید تغییر دهید                           |

## امکانات

### رابط کاربری برنامه

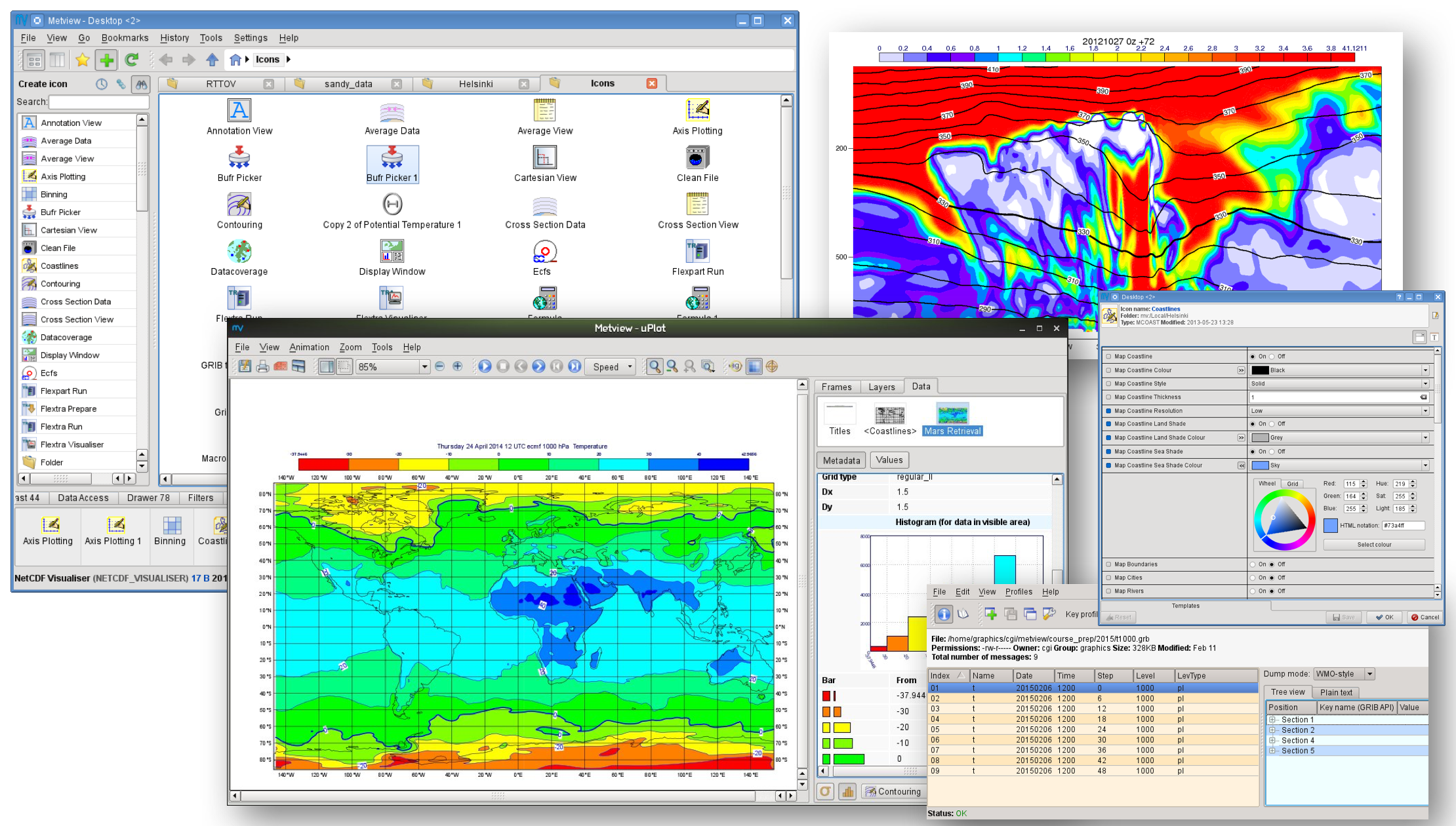
این تصویر صفحه دسکتاپ Metview رابط کاربری مبتنی بر آیکون و قابلیت‌های تجسم آن را نشان می‌دهد.

نمای ملاقات دارای یک رابط کاربری مبتنی بر آیکون است، که در آن هر جنبه ای از محصول هواشناسی (گرافیکی) در یک آیکون بیان می‌شود. کاربران می‌توانند با کشیدن و رها کردن آیکون‌ها در منطقه طرح، نمونه سازی اولیه را انجام دهند.
نمای ملاقات همچنین ابزارهای مختلفی را برای کشف و نمایش محتوای قالبهای پرونده هواشناسی مانند GRIB , BUFR , NetCDF و ODB ارائه می‌دهد.

### نمای ملاقات زبان ماکرو برای پردازش دسته ای
زبان ماکرو به گونه ای سطح بالایی طراحی شده‌است که به تحلیلگران و دانشمندان اجازه می‌دهد تا روی جریان کار / پردازش مورد نظر خود برای دستیابی متمرکز شوند.